# Kyffin Simpson
Kyffin Simpson (Bridgetown, 9 ottobre 2004) è un pilota automobilistico barbadiano con passaporto delle Isole Cayman, vincitore della European Le Mans Series nel 2023.

## Carriera

### Road to Indy
È nato a Bridgetown, a Barbados, ma da giovane ha vissuto nel territorio britannico d'oltremare delle Isole Cayman. Dopo una carriera di nove anni in kart, nel 2020 esordisce in monoposto correndo in Formula 4 degli Stati Uniti con il team Velocity Racing Development. A metà stagione lascia la Formula 4 e passa alla Formula Regional nordamericana con il team HMD Motorsports. L'anno seguente partecipa all'intera stagione della Formula Regional nordamericana con il TJ Speed Motorsports. Simpson ottiene sette vittorie e si laurea campione. Lo stesso anno, in concomitanza corre anche nella Indy Pro 2000 dove non ottiene nessuna vittoria ma conquista tre podi e chiude ottavo.
Nel 2022 passa alla Indy Lights sempre con il team TJ Speed Motorsports. A metà stagione lascia il team il team per unirsi alla HMD Motorsports, team con cui ha già corso nel 2020. Simpson a fine stagione ottiene 312 punti e finisce nono in classifica. Nel 2023 la serie cambia nome, diventa la Indy NXT. Simpson rimane per il suo secondo anno, sempre con HMD Motorsports. Nella sua seconda stagione ottiene due podi, un terzo posto a Indianapolis dietro a Matteo Nannini e Louis Foster e un secondo posto a Mid-Ohio dietro a Foster.

### Endurance
Nel 2022 oltre all'impegno nella Indy Lights partecipa alla serie IMSA nella classe GTD. Simpson alla guida della Acura NSX GT3 Evo22 partecipa solo alle gare della Endurance Cup, arriva secondo alla 12 Ore di Sebring e vince la Petit Le Mans.
L'anno seguente passa alla classe LMP2. Simpson prende parte a tre programmi, con il team Algarve Pro Racing partecipa alla Asian Le Mans Series e alla European Le Mans Series, mentre con il team Tower Motorsport partecipa alla Endurance Cup della IMSA. Nella serie asiatica, insieme a James Allen e John Falb ottiene la vittoria nella 4 Ore di Dubai e il terzo posto in classifica. Nella serie europea, corre al fianco sempre di Allen e del più esperto Alex Lynn.
Nel 2024 partecipa alla 24 Ore di Daytona con il team DragonSpeed USA.

### IndyCar
Dopo aver vinto la Formula regional nordamericana nel 2021, viene ingaggiato dal team Chip Ganassi Racing come pilota di sviluppo. Nel 2022 per il Gran Premio di Miami ottiene un ruolo per il debriefing nella Haas F1 Team.
Per la stagione 2024, dopo due anni passati nella Indy NXT, Simpson viene ingaggiato dal team Chip Ganassi Racing  per correre nella IndyCar Series.

## Risultati

### Riassunto della carriera
| Stagione | Serie                          | Team                        | Gare | Vittorie | Pole | GPV | Podi | Punti | Pos. |
| -------- | ------------------------------ | --------------------------- | ---- | -------- | ---- | --- | ---- | ----- | ---- |
| 2020     | Formula 4 degli Stati Uniti    | Velocity Racing Development | 9    | 0        | 0    | 0   | 0    | 14    | 18º  |
| 2020     | Formula Regional nordamericana | HMD Motorsports             | 9    | 0        | 0    | 0   | 0    | 30    | 13º  |
| 2021     | Formula Regional nordamericana | TJ Speed Motorsports        | 18   | 7        | 2    | 9   | 13   | 314   | 1º   |
| 2021     | Indy Pro 2000                  | Juncos Hollinger Racing     | 16   | 0        | 0    | 1   | 3    | 231   | 8º   |
| 2022     | IMSA - GTD                     | Gradient Racing             | 4    | 1        | 0    | 0   | 1    | 1003  | 26º  |
| 2022     | Indy Lights                    | TJ Speed Motorsports        | 8    | 0        | 0    | 0   | 0    | 312   | 9º   |
| 2022     | Indy Lights                    | HMD Motorsports             | 6    | 0        | 0    | 0   | 0    | 312   | 9º   |
| 2023     | IMSA - LMP2                    | Tower Motorsport            | 4    | 1        | 0    | 0   | 1    | 899   | 13º  |
| 2023     | Asian Le Mans Series - LMP2    | Algarve Pro Racing          | 4    | 1        | 0    | 0   | 1    | 51    | 3º   |
| 2023     | European Le Mans Series - LMP2 | Algarve Pro Racing          | 6    | 2        | 2    | 2   | 5    | 113   | 1º   |
| 2023     | Indy NXT                       | HMD Motorsports             | 13   | 0        | 1    | 0   | 2    | 283   | 10º  |

* Stagione in corso.

### Risultati Indy NXT(ex Indy Lights)
| Anno | Team                                              | 1      | 2      | 3      | 4      | 5      | 6     | 7     | 8      | 9      | 10    | 11     | 12     | 13     | 14     | Punti | Pos. |
| ---- | ------------------------------------------------- | ------ | ------ | ------ | ------ | ------ | ----- | ----- | ------ | ------ | ----- | ------ | ------ | ------ | ------ | ----- | ---- |
| 2022 | TJ Speed Motorsports (1-8) HMD Motorsports (9-14) | STP 11 | ALA 5  | IMS 12 | IMS 8  | DET 5  | DET 7 | ROA 9 | MOH 9  | IOW 11 | NAS 8 | WOR 10 | POR 9  | LAG 12 | LAG 12 | 312   | 9º   |
| 2023 | HMD Motorsports                                   | STP 10 | ALA 18 | IMS 3  | DET 13 | DET 17 | ROA 8 | MOH 2 | IOW 16 | NAS 15 | IMS 5 | GAT    | POR 13 | LAG 4  | LAG 17 | 283   | 10º  |

*Stagione in corso.

### Risultati nel Campionato IMSA
| Anno | Team              | Classe | Vettura             | 1      | 2      | 3   | 4     | 5   | 6   | 7     | 8   | 9   | 10  | 11  | 12    | Punti | Pos. |
| ---- | ----------------- | ------ | ------------------- | ------ | ------ | --- | ----- | --- | --- | ----- | --- | --- | --- | --- | ----- | ----- | ---- |
| 2022 | Gradient Racing   | GTD    | Acura NSX GT3 Evo22 | DAY 13 | SEB 11 | LBH | LGA   | MDO | DET | WGL 9 | MOS | LIM | ELK | VIR | ATL 1 | 1003  | 26º  |
| 2023 | Tower Motorsports | LMP2   | Oreca 07            | DAY 5  | SEB 1  | LGA | WGL 5 | ELK | IMS | PET 7 |     |     |     |     |       | 899   | 13º  |

*Stagione in corso.

### Risultati nell'Asian Le Mans Series
| Anno    | Squadra            | Classe | Vettura  | DUB | DUB | ABU | ABU | Punti | Pos. |
| ------- | ------------------ | ------ | -------- | --- | --- | --- | --- | ----- | ---- |
| 2023    | Algarve Pro Racing | LMP2   | Oreca 07 | 1   | 4   | 9   | 4   | 51    | 3º   |
| Legenda |                    |        |          |     |     |     |     |       |      |

### Risultati nell'ELMS
| Anno    | Squadra            | Classe | Vettura  | BAR | LEC | ARA | SPA | POR | ALG | Punti | Pos. |
| ------- | ------------------ | ------ | -------- | --- | --- | --- | --- | --- | --- | ----- | ---- |
| 2023    | Algarve Pro Racing | LMP2   | Oreca 07 | 5   | 1   | 3   | 1   | 2   | 2   | 113   | 1°   |
| Legenda |                    |        |          |     |     |     |     |     |     |       |      |

### Risultati IndyCar Series
| Anno | Squadra             | Telaio       | Motore    | 1      | 2      | 3      | 4      | 5       | 6      | 7      | 8      | 9      | 10     | 11     | 12     | 13     | 14     | 15     | 16     | 17     | Punti | Pos. |
| ---- | ------------------- | ------------ | --------- | ------ | ------ | ------ | ------ | ------- | ------ | ------ | ------ | ------ | ------ | ------ | ------ | ------ | ------ | ------ | ------ | ------ | ----- | ---- |
| 2024 | Chip Ganassi Racing | Dallara DW12 | Chevrolet | STP 12 | LBH 19 | ALA 14 | IMS 15 | INDY 15 | DET 24 | ROA 27 | LAG 23 | MDO 21 | IOW 14 | IOW 18 | TOR 22 | GAT 25 | POR 16 | MIL 25 | MIL 13 | NSH 22 | 182   | 21º  |
| 2025 | Chip Ganassi Racing | Dallara DW12 | Chevrolet | STP 18 | THE 15 | LBH 10 | ALA 21 | IMS 27  | INDY   | DET    | GAT    | ROA    | MDO    | IOW    | IOW    | TOR    | LAG    | POR    | MIL    | NSH    | 62*   |      |

* Stagione in corso.

### Risultati alla 24 ore di Le Mans
| Anno | Team           | Co-Piloti                      | Auto            | Classe      | Giri | Pos. | Classe Pos. |
| ---- | -------------- | ------------------------------ | --------------- | ----------- | ---- | ---- | ----------- |
| 2024 | Nielsen Racing | Fabio Scherer David H. Hansson | Oreca 07-Gibson | LMP2 Pro-Am | 291  | 25º  | 6º          |